# Dussartcyclops (Dussartcyclops) mortoni
Dussartcyclops (Dussartcyclops) mortoni – gatunek widłonoga z rodziny Cyclopidae. Opisał go w 2004 roku hydrobiolog Tomislav Karanovic, nadają mu nazwę Goniocyclops mortoni.